# Czarnogóra na Letniej Uniwersjadzie 2007
Czarnogórę na Letniej Uniwersjadzie w Bangkoku reprezentowało  zawodników. Czarnogórcy zdobyli 1 medal (1 złoty).

## Medale

### Złoto
- Drużyna piłkarzy wodnych